# 대한민국 민법 제312조의2
대한민국 민법 제312조의2은 전세금에 대한 증감청구권 민법 물권법 조문이다. 1984년 4월 10일부로 신설되었다.

## 조문
제312조의2(전세금 증감청구권) 전세금이 목적 부동산에 관한 조세·공과금 기타 부담의 증감이나 경제사정의 변동으로 인하여 상당하지 아니하게 된 때에는 당사자는 장래에 대하여 그 증감을 청구할 수 있다. 그러나 증액의 경우에는 대통령령이 정하는 기준에 따른 비율을 초과하지 못한다.
[본조신설 1984.4.10.]